# Bragasellus seabrai
Bragasellus seabrai är en kräftdjursart som först beskrevs av Pedro Ivo Soares Braga 1943.  Bragasellus seabrai ingår i släktet Bragasellus och familjen sötvattensgråsuggor. Inga underarter finns listade i Catalogue of Life.